# ZiS-150
ZiS-150 – samochód ciężarowy produkowany przez zakłady ZiS w Moskwie (od 1956 roku noszące nazwę ZiŁ) w latach 1947-1957. Do napędu użyto silnika R6 o pojemności 5,6 litra. Moc przenoszona była na oś tylną poprzez 5-biegową skrzynię biegów.
Samochód stanowił dostosowaną do radzieckich warunków i uproszczoną kopię amerykańskiej 5-tonowej ciężarówki International KR11, których 1243 sztuki zostały dostarczone do ZSRR podczas II wojny światowej w ramach programu pomocy lend-lease. W 1943 roku kilka sztuk zostało przebadanych i skopiowanych w zakładach ZiS. Nie skopiowano jednak oryginalnego silnika o mocy 125 KM, lecz silnik oznaczony ZiS-120 stanowił głęboką modernizację starego silnika ciężarówki ZiS-5, z wykorzystaniem nowszych podzespołów. Kabina i osłona silnika były natomiast wprost skopiowane z pierwowzoru. Podobna kabina została następnie zaadaptowana także do ciężarówki ZiS-151.
Samochód produkowano od 27 kwietnia 1948 roku. Początkowo z powodu trudności materiałowych produkowano kabiny drewniano-metalowe, a od 1950 roku tylko metalowe. W 1950 roku też zmodernizowano silnik i zastosowano nowy gaźnik K-80, co pozwoliło na zwiększenie mocy o 5 KM, do 95 KM.
Łącznie powstało 774 615 egzemplarzy wszystkich wersji modelu. Następcą został ZiŁ-164.

## Dane techniczne

### Silnik
- R6 5,6 l (5555 cm³), 2 zawory na cylinder, benzynowy
- Układ zasilania: gaźnik
- Średnica cylindra × skok tłoka: 101,6 mm × 114,3 mm[1]
- Stopień sprężania: 6:1
- Moc maksymalna: 90 KM przy 2400 obr./min[2]
- Maksymalny moment obrotowy: 304 Nm (31 kGm) przy 1100 obr./min[1]

### Osiągi
- Prędkość maksymalna: 65 km/h (załadowany)[2]
- Średnie zużycie paliwa: 29 l / 100 km[2]

## Inne
- Koła: 9 x 20 cali[2]
- Promień skrętu: 8 m
- Ładowność: 4000 kg
- Prześwit: 265 mm